# دلو تولیدو
دلو تولیدو (انگلیسی: Delio Toledo؛ زادهٔ ۲ اکتبر ۱۹۷۶) یک بازیکن فوتبال اهل پاراگوئه است.
وی همچنین در تیم ملی فوتبال پاراگوئه بازی کرده‌است.